# Lijst van burgemeesters van Maasdonk
Dit is een lijst van burgemeesters van de voormalige Nederlandse gemeente Maasdonk die in 1993 ontstond bij een gemeentelijke herindeling in Noord-Brabant.
Maasdonk werd in 2015 opgedeeld tussen Oss en 's Hertogenbosch.
| Ambtsperiode | Naam burgemeester      | Partij of stroming | Bijzonderheden |
| ------------ | ---------------------- | ------------------ | -------------- |
| 1993 - 2002  | Hans (J.C.M.) Netten   | CDA                |                |
| 2002 - 2003  | Jan (J.J.M.) Dosker    | CDA                | waarnemend     |
| 2003 - 2008  | Peter (P.C.J.) Boelens | VVD                |                |
| 2008 - 2014  | Roel (R.H.) Augusteijn | CDA                | waarnemend     |